# Joaquín Martínez Mogollón
Joaquín Martínez Mogollón (Buga, Valle del Cauca, Colombia; 8 de agosto de 1985) es un futbolista colombiano. Juega de defensa.

## Trayectoria

### Cortuluá
Debutó en Primera A el 22 de agosto de 2004 en el Estadio Doce de Octubre contra Atlético Bucaramanga en cumplimiento de la quinta fecha del Torneo Finalización.

### Guaros FC
A mediados de 2007, el técnico colombiano Jaime de la Pava, se lo lleva junto con René Higuita al Guaros Fútbol Club de la Primera División de Venezuela.

### Expreso Rojo
En 2009 fichó por el Expreso Rojo.

### Valledupar FC
Disputó más de 80 juegos con la playera de los Caciques del Valledupar.

### Deportivo Pereira
En 2014 fue transferido al Deportivo Pereira.

### Victoria
En enero de 2016 fichó por el Victoria de la Primera División de Honduras. El 23 de febrero de ese año fue separado del club, presuntamente por haber ingerido alcohol durante la madrugada del 21 de febrero en una discoteca de la Zona Viva de San Pedro Sula, luego de la derrota ese día ante Marathón en el Estadio Yankel Rosenthal de esa ciudad.

## Clubes
| Club                | País                | Año                     | Partidos | Goles |
| ------------------- | ------------------- | ----------------------- | -------- | ----- |
| Cortuluá            | Colombia            | 2004 - 2007 2008 - 2009 | 68       | 1     |
| Guaros F.C.         | Venezuela           | 2007                    | 1        | 0     |
| Expreso Rojo        | Colombia            | 2009 - 2010             | 13       | 1     |
| Valledupar F.C.     | Colombia            | 2011 - 2013             | 83       | 1     |
| Deportivo Pereira   | Colombia            | 2014 - 2015             | 31       | 0     |
| Victoria            | Honduras            | 2016                    | 5        | 0     |
| Total en su carrera | Total en su carrera | Total en su carrera     | 197      | 69    |

## Palmarés

### Campeonatos nacionales
| Título             | Club     | País     | Año  |
| ------------------ | -------- | -------- | ---- |
| Primera B Apertura | Cortuluá | Colombia | 2009 |